# Wolfgang Kopp
Wolfgang Kopp (* 25. Oktober 1945 in Heidenheim an der Brenz) ist ein Brigadegeneral außer Dienst des Heeres der Bundeswehr. Er war von 2004 bis 2005 stellvertretender Leiter aller KFOR-Truppen. Seit April 2007 ist er baden-württembergischer Landesvorsitzender der Gesellschaft für Wehr- und Sicherheitspolitik.

## Leben
Kopp wuchs in Heidenheim auf, wo er 1965 das Abitur ablegte. Im gleichen Jahr trat er in Sigmaringen in die Bundeswehr ein. Er absolvierte von 1976 bis 1978 den 19. Generalstabslehrgang Heer an der Führungsakademie der Bundeswehr in Hamburg, wo er zum Offizier im Generalstabsdienst ausgebildet wurde.
Als Stabsoffizier war er von 1978 bis 1981 in der ersten Verwendung G3op im Territorialkommando Süd, danach von 1981 bis 1983 G3 der Panzergrenadierbrigade 30 in Ellwangen.
Nach der Berufung zum Oberstleutnant 1983 war er drei Jahre Bataillonskommandeur des Panzerbataillons 294 in Stetten am kalten Markt. 1986 wechselte Kopp in den Führungsstab des Heeres im Bundesministerium der Verteidigung und war nach einer kurzen Verwendung als Referent im Führungsstab des Heeres von 1987 bis 1988 Büroleiter beim Chef des Stabes des Führungsstabes des Heeres. Ab 1988 war er als Chef des Aufstellungsstabes am Aufbau der Deutsch-Französischen Brigade in Böblingen beteiligt. Nach seiner Beförderung zum Oberst 1989 war er zwei Jahre lang Chef des Stabes der Deutsch-Französischen Brigade. Ab 1991 wieder als Referatsleiter im Führungsstab des Heeres eingesetzt, erarbeitete er maßgeblich die Territoriale Wehrkonzeption der Bundeswehr bis 1995.
Ab Januar 1996 war Kopp zuerst als Stellvertretender Chef des Stabes des Eurokorps für Unterstützung verantwortlich für die Abteilungen Logistik, Personal, Sanität und Verwaltung. Ab Oktober 1997 war er als Stellvertretender Chef des Stabes Operationen verantwortlich für die Abteilungen Operation/Organisation, Nachrichtenwesen, Einsatzunterstützung und IT/Fernmeldewesen.
Von November 1999 bis August 2000 wurde er eingesetzt als Chef des Stabes der französisch geführten Multinationalen Division Süd-Ost in Mostar im Rahmen von SFOR.
Im Jahr 2000 kehrte Kopp als stellvertretender Kommandeur zur Zehnten Panzerdivision nach Sigmaringen zurück, wo er 2002 zum Brigadegeneral befördert wurde. Von 2004 bis 2005 war Kopp in Priština stellvertretender Kommandeur der KFOR-Truppen unter dem französischen Kommandeur Yves de Kermabon. Mit Ablauf des 31. Oktober 2006 wurde er nach 41 Dienstjahren in den Ruhestand versetzt.
Seit 2007 ist der verheiratete Kopp Vater zweier Töchter baden-württembergischer Landesvorsitzender der Gesellschaft für Wehr- und Sicherheitspolitik. Er ist Vorsitzender des in Sigmaringen beheimateten Vereins „Freunde der 10. Panzerdivision“, der derzeit rund 130 Mitglieder aus dem militärischen und dem zivilen Bereich umfasst.

## Auszeichnung
Am 27. Juni 2009 erhielt Kopp den Orden der Ehrenlegion Frankreichs.